# Валкс, Стан
Станислаус Хенрикюс Кристина Валкс (нидерл. Stanislaus "Stan" Henricus Christina Valckx; род. 20 октября 1963, Арсен, Лимбург) — нидерландский футболист, известный по выступлениям за «ПСВ» и сборную Нидерландов. Участник чемпионата мира 1994 года.

## Клубная карьера
Валкс воспитанник клуба ВВВ-Венло, который выступал во втором дивизионе. В 1988 году он перешёл в ПСВ. С новым клубом Стан трижды выиграл Эредивизи и дважды стал обладателем Кубка Нидерландов. В 1992 году Валкс перешёл в португальский «Спортинг». В Португалии он провёл около двух лет, после чего вернулся в родной ПСВ. С командой Валкс ещё два раза выиграл чемпионат, завоевал Кубок и стал трёхкратным обладателем Суперкубка Нидерландов. В 2000 году в возрасте 37 лет Стан завершил карьеру, сыграв в общей сложности за ПСВ более 500 официальных матчей.
После окончания карьеры Валкс работал в должности технического директора клубов ПСВ, китайского «Шанхай Шэньхуа» и польского «Вислы».

## Международная карьера
26 сентября 1990 года в товарищеском матче против сборной Италии Стан дебютировал за сборную Нидерландов. В 1994 году Валкс принял участие в первенстве мира, где сыграл в матчах против сборных Марокко, Ирландии, Бельгии и Бразилии.

## Статистика

### Матчи Валкса за сборную Нидерландов
| Матчи Валкса за сборную Нидерландов | Матчи Валкса за сборную Нидерландов | Матчи Валкса за сборную Нидерландов | Матчи Валкса за сборную Нидерландов | Матчи Валкса за сборную Нидерландов | Матчи Валкса за сборную Нидерландов |
| ----------------------------------- | ----------------------------------- | ----------------------------------- | ----------------------------------- | ----------------------------------- | ----------------------------------- |
| №                                   | Дата                                | Соперник                            | Счёт                                | Голы Валкса                         | Соревнование                        |
| 1                                   | 26 сентября 1990                    | Италия                              | 0:1                                 | —                                   | Товарищеский матч                   |
| 2                                   | 17 октября 1990                     | Португалия                          | 0:1                                 | —                                   | Чемпионат Европы 1992 (отбор)       |
| 3                                   | 11 сентября 1991                    | Польша                              | 1:1                                 | —                                   | Товарищеский матч                   |
| 4                                   | 20 апреля 1994                      | Ирландия                            | 0:1                                 | —                                   | Товарищеский матч                   |
| 5                                   | 27 мая 1994                         | Шотландия                           | 3:1                                 | —                                   | Товарищеский матч                   |
| 6                                   | 1 июня 1994                         | Венгрия                             | 7:1                                 | —                                   | Товарищеский матч                   |
| 7                                   | 12 июня 1994                        | Канада                              | 3:0                                 | —                                   | Товарищеский матч                   |
| 8                                   | 25 июня 1994                        | Бельгия                             | 0:1                                 | —                                   | Чемпионат мира 1994                 |
| 9                                   | 29 июня 1994                        | Марокко                             | 2:1                                 | —                                   | Чемпионат мира 1994                 |
| 10                                  | 4 июля 1994                         | Ирландия                            | 2:0                                 | —                                   | Чемпионат мира 1994                 |
| 11                                  | 9 июля 1994                         | Бразилия                            | 2:3                                 | —                                   | Чемпионат мира 1994                 |
| 12                                  | 7 сентября 1994                     | Люксембург                          | 4:0                                 | —                                   | Чемпионат Европы 1996 (отбор)       |
| 13                                  | 12 октября 1994                     | Норвегия                            | 1:1                                 | —                                   | Чемпионат Европы 1996 (отбор)       |
| 14                                  | 16 ноября 1994                      | Чехия                               | 0:0                                 | —                                   | Чемпионат Европы 1996 (отбор)       |
| 15                                  | 14 декабря 1994                     | Люксембург                          | 5:0                                 | —                                   | Чемпионат Европы 1996 (отбор)       |
| 16                                  | 18 января 1995                      | Франция                             | 0:1                                 | —                                   | Товарищеский матч                   |
| 17                                  | 29 марта 1995                       | Мальта                              | 4:0                                 | —                                   | Чемпионат Европы 1996 (отбор)       |
| 18                                  | 26 апреля 1995                      | Чехия                               | 1:3                                 | —                                   | Чемпионат Европы 1996 (отбор)       |
| 19                                  | 7 июня 1995                         | Беларусь                            | 0:1                                 | —                                   | Чемпионат Европы 1996 (отбор)       |
| 20                                  | 5 октября 1996                      | Уэльс                               | 3:1                                 | —                                   | Чемпионат мира 1998 (отбор)         |

Итого: 20 матчей / 0 голов; 9 побед, 3 ничьи, 8 поражений.

## Достижения
Командные
ПСВ
- Чемпионат Нидерландов по футболу — 1988/89, 1990/91, 1991/92, 1996/97, 1999/00
- Обладатель Кубка Нидерландов — 1988/89, 1989/90, 1995/96
- Обладатель Суперкубка Нидерландов — 1996, 1997, 1998